# П'єзометрична висота
П'єзометри́чна висота́ — різниця тисків у заданій точці і в атмосфері, виражена у метрах стовпа рідини. Вимірюється п'єзометром.
П'єзометрична висота або висота тиску в гідрогеології — висота стовпа води в свердловині (колодязі та інших виробках), що вимірюється від вибою до рівня води.

## П'єзометрична висота абсолютна
П'єзометрична висота абсолютна (рос. пьезометрическая высота абсолютная; англ. absolute piezometric head; англ. absolute piezometrische Höhe f) — висота стовпа рідини заданої густини ρ при нульовому тиску на його вільну поверхню, що створює біля своєї підошви тиск, який дорівнює абсолютному гідромеханічному тиску в даній точці pA. Величина абсолютної п'єзометричної висоти являє собою висоту стовпа hA рідини в п'єзометрі закритого типу, який під'єднаний до даної точки рідини:
hA = pA/(ρg), де g — прискорення вільного падіння.

## П'єзометрична висота надлишкова
П'єзометрична висота надлишкова (рос. пьезометрическая высота избыточная; англ. excess piezometric head, нім. piezometrische Überhöhe f) — висота стовпа рідини (заданої густини), яка при атмосферному тиску на його вільну поверхню створює біля своєї підошви тиск, що дорівнює надлишковому гідромеханічному тиску в заданій точці.